# Festung Posen
Die Festung Posen (polnisch Twierdza Poznań) bestand ursprünglich aus 18 ringförmig um die Stadt Posen liegenden Außenforts und Zwischenwerken, vier Innenforts und der als Kernwerk bezeichneten Zitadelle auf einer die Stadt beherrschenden Anhöhe. Sie wurde im 19. und frühen 20. Jahrhundert unter preußischer Herrschaft errichtet und war das drittgrößte Festungssystem dieser Art in Europa.

## Geschichte

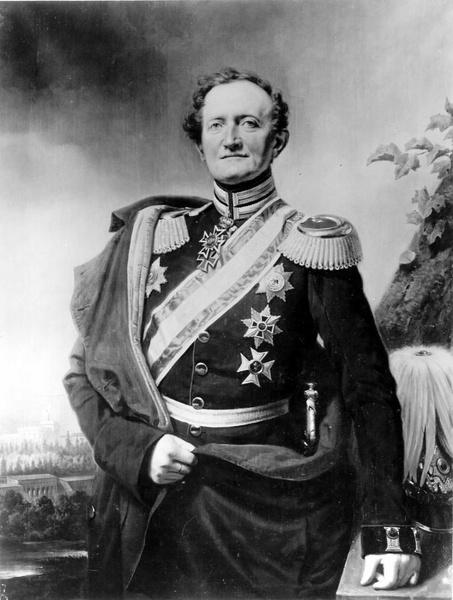
General der Infanterie Johann Leopold von Brese-Winiary, Architekt der Festung Posen, porträtiert von Franz Krüger

General Karl Wilhelm Georg von Grolman, der Oberbefehlshaber der preußischen Armee zwischen 1815 und 1819, entschied als Erster, dass die seit 1793 zum Königreich Preußen (1701–1918) gehörende Stadt Posen mit einer Festung umgeben werden sollte. Dies geschah, weil man einerseits in den ehemals polnischen Gebieten eine Erhebung gegen die preußische Herrschaft befürchtete, andererseits wollte sich Preußen mit dieser Festung auch vor einem eventuellen Angriff des Russischen Kaiserreiches schützen.
Entworfen wurde die Festung unter der Gesamtleitung des Generalinspekteurs der preußischen Festungen, des Generals der Infanterie Gustav von Rauch, durch den Festungsbaumeister Major Johann Leopold von Brese-Winiary. Die Pläne für die Festung Posen wurden maßgeblich durch die neuen Ideen des damaligen Hauptmanns und Festungsbaudirektors Moritz von Prittwitz umgestaltet, der ihre Errichtung schließlich vollendete.

## Zweiter Weltkrieg
Im Fort VII, auch Fort Colomb genannt, errichteten die Nationalsozialisten nach dem Überfall auf Polen spätestens im Oktober 1939 ein Konzentrationslager. Dieses wurde als KZ Posen bezeichnet. Dabei wurde überhaupt erstmals eine provisorische oder experimentelle Gaskammer zur Tötung von Menschen errichtet, die in einer der Kasematten installiert war. Es sind dort mindestens 350 Personen bis Dezember 1939 vergast worden.
Die Festung Posen war 1945 im Zuge der rund einen Monat dauernden Schlacht um Posen schwer umkämpft.

### Festungskommandanten (1945)
| Name          | Postenantritt | Ablösung am   |
| ------------- | ------------- | ------------- |
| Walter Petzel | unbekannt     | 21. Jan. 1945 |
| Ernst Mattern | 22. Jan. 1945 | 30. Jan. 1945 |
| Ernst Gonell  | 31. Jan. 1945 | 23. Feb. 1945 |

## Bilder der Festung

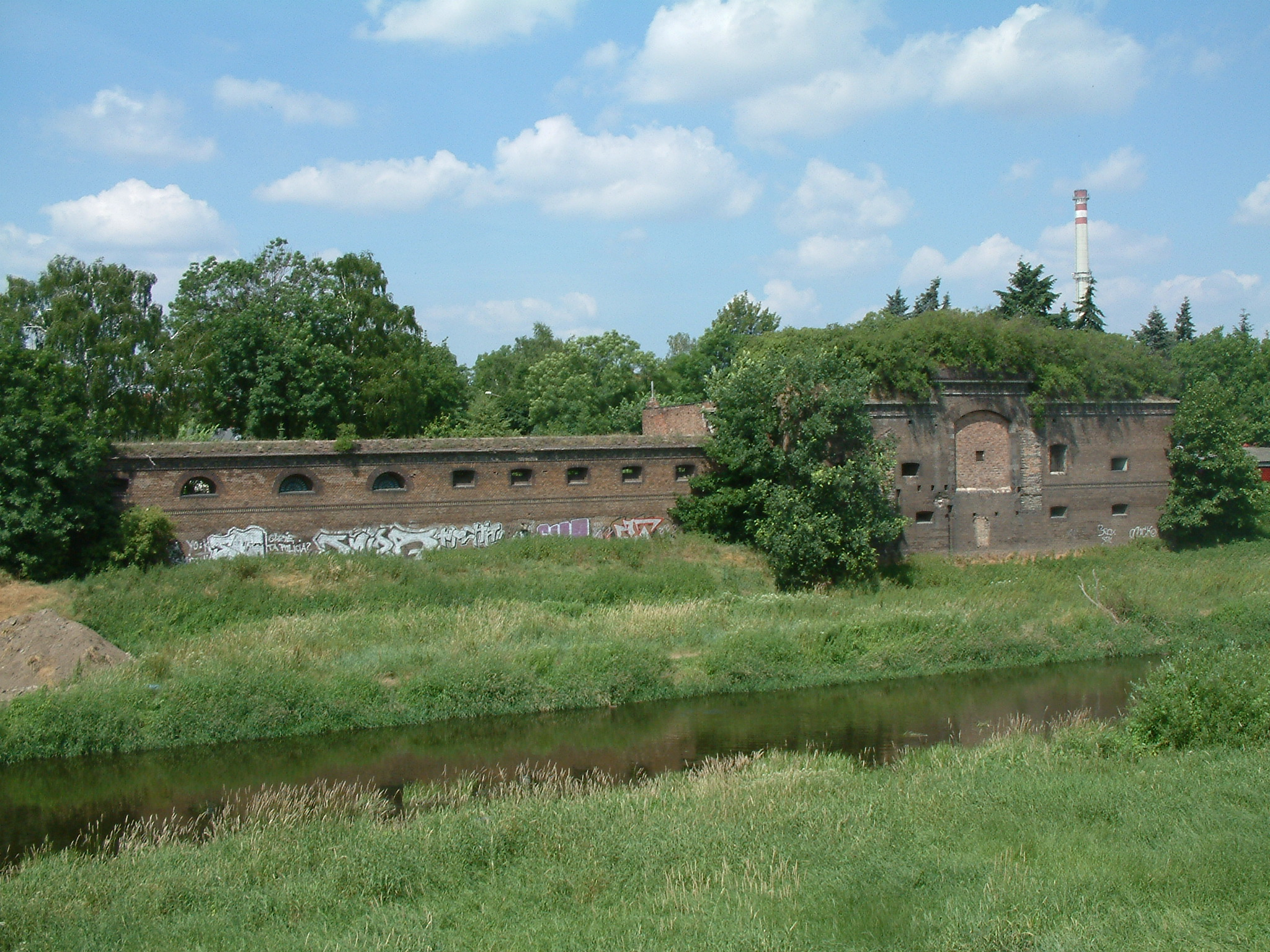
Reste der sogenannten Dom Schleuse, Teil des inneren Verteidigungsrings
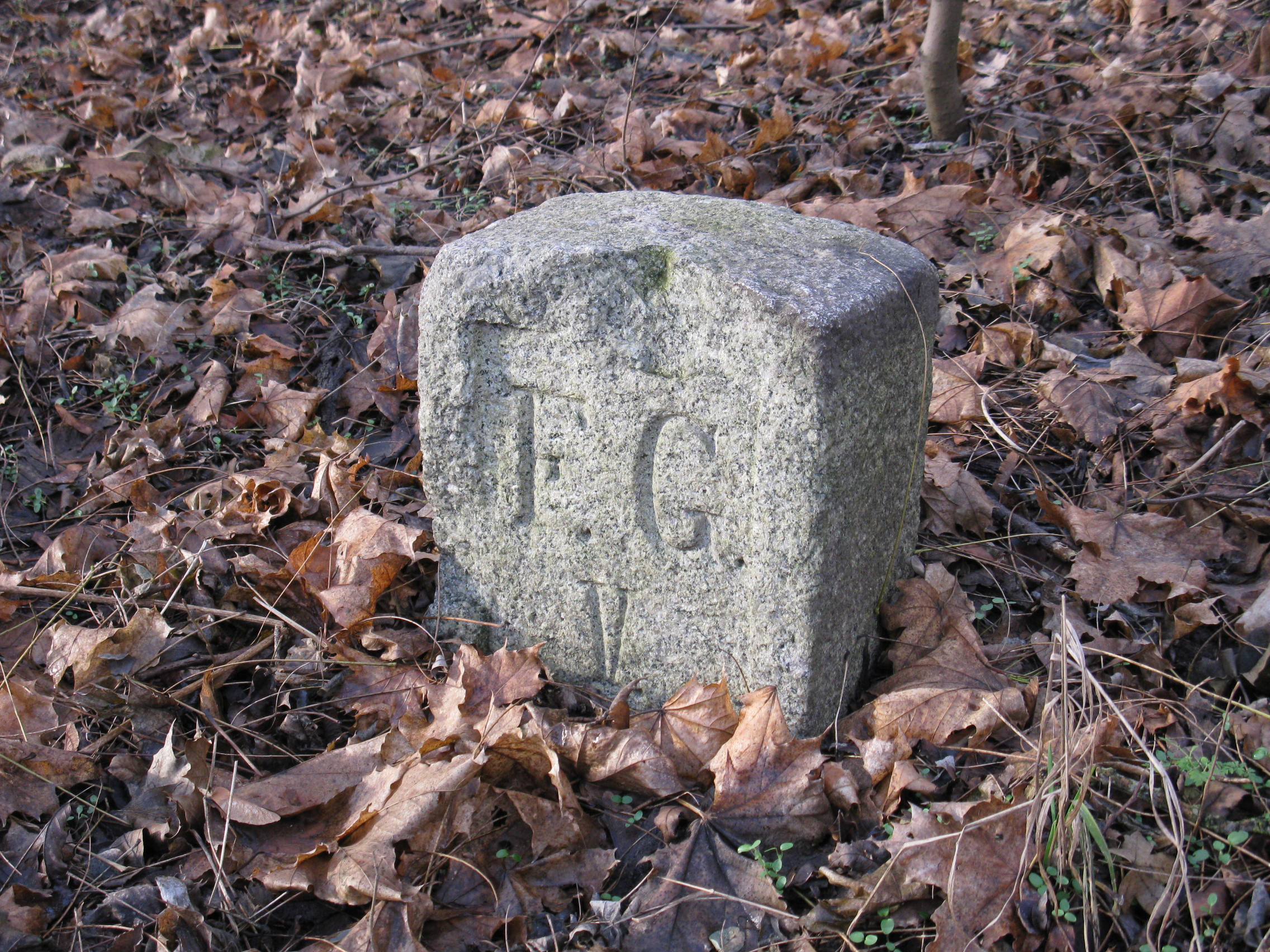
Grenzstein des Fort IVa (Fort Waldersee II)
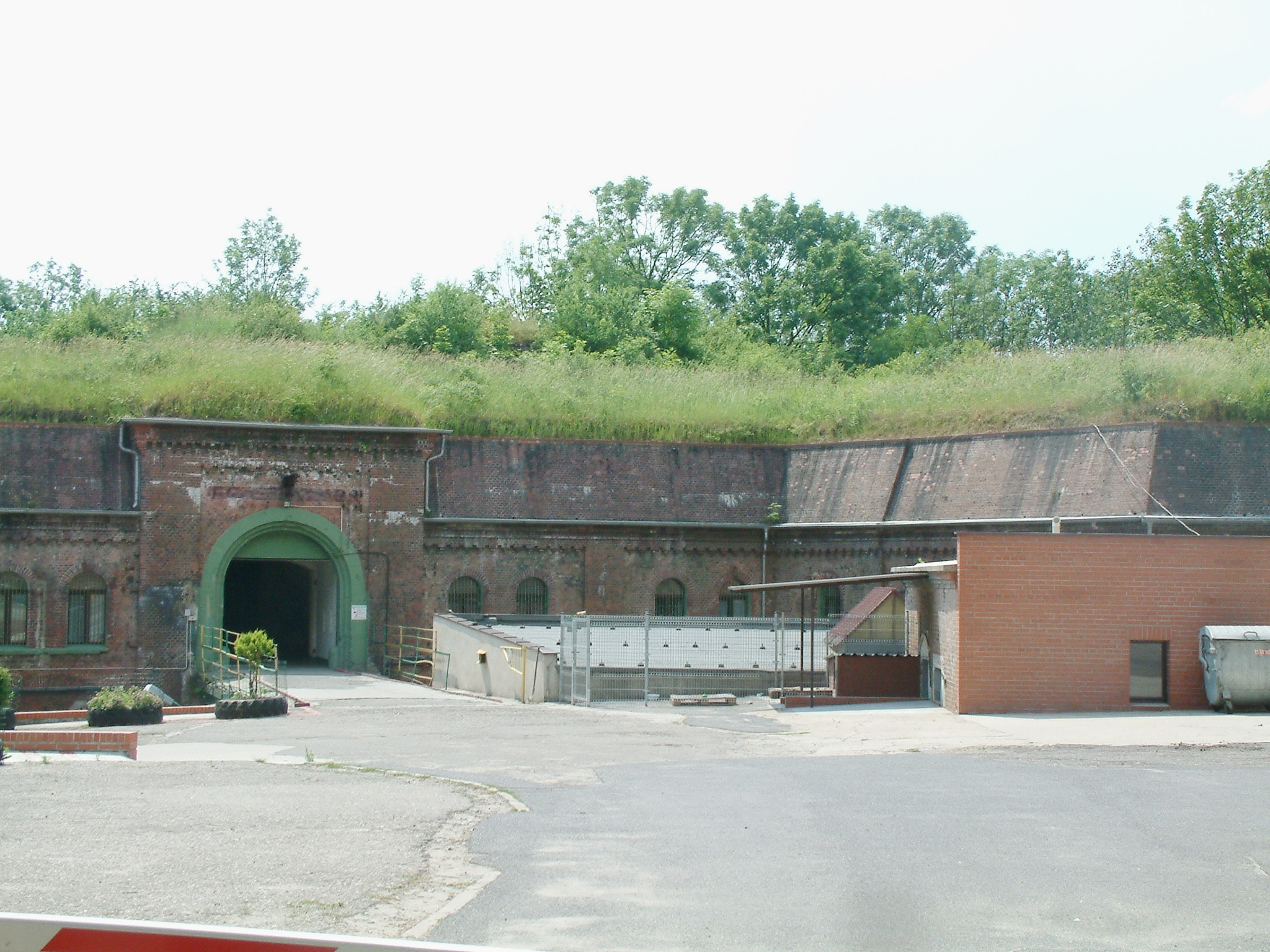
Fort I (Fort Röder)
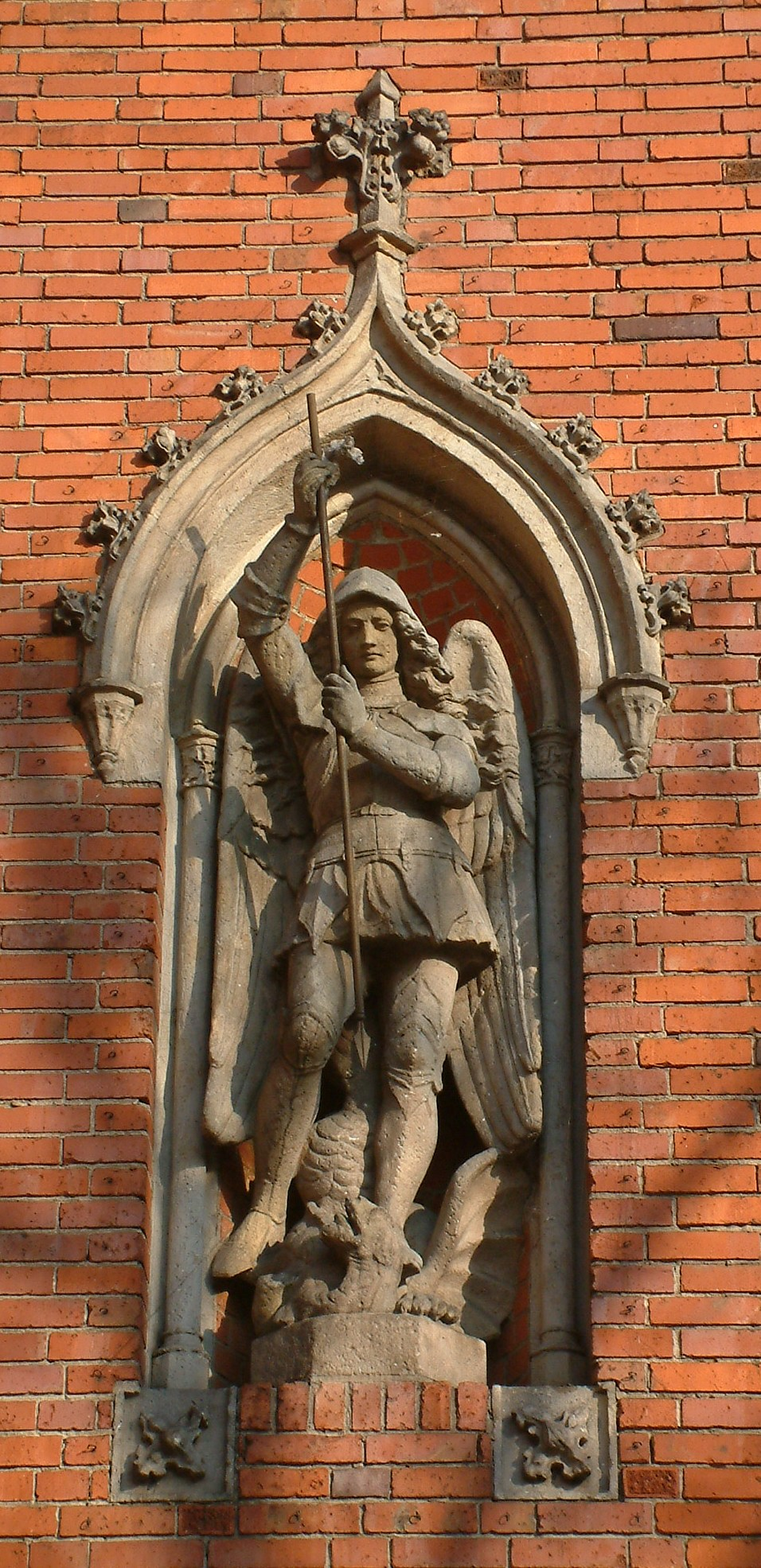
Figur des Erzengels Michael von Ludwig Stürmer, 1855 (am Eichenwaldtor)
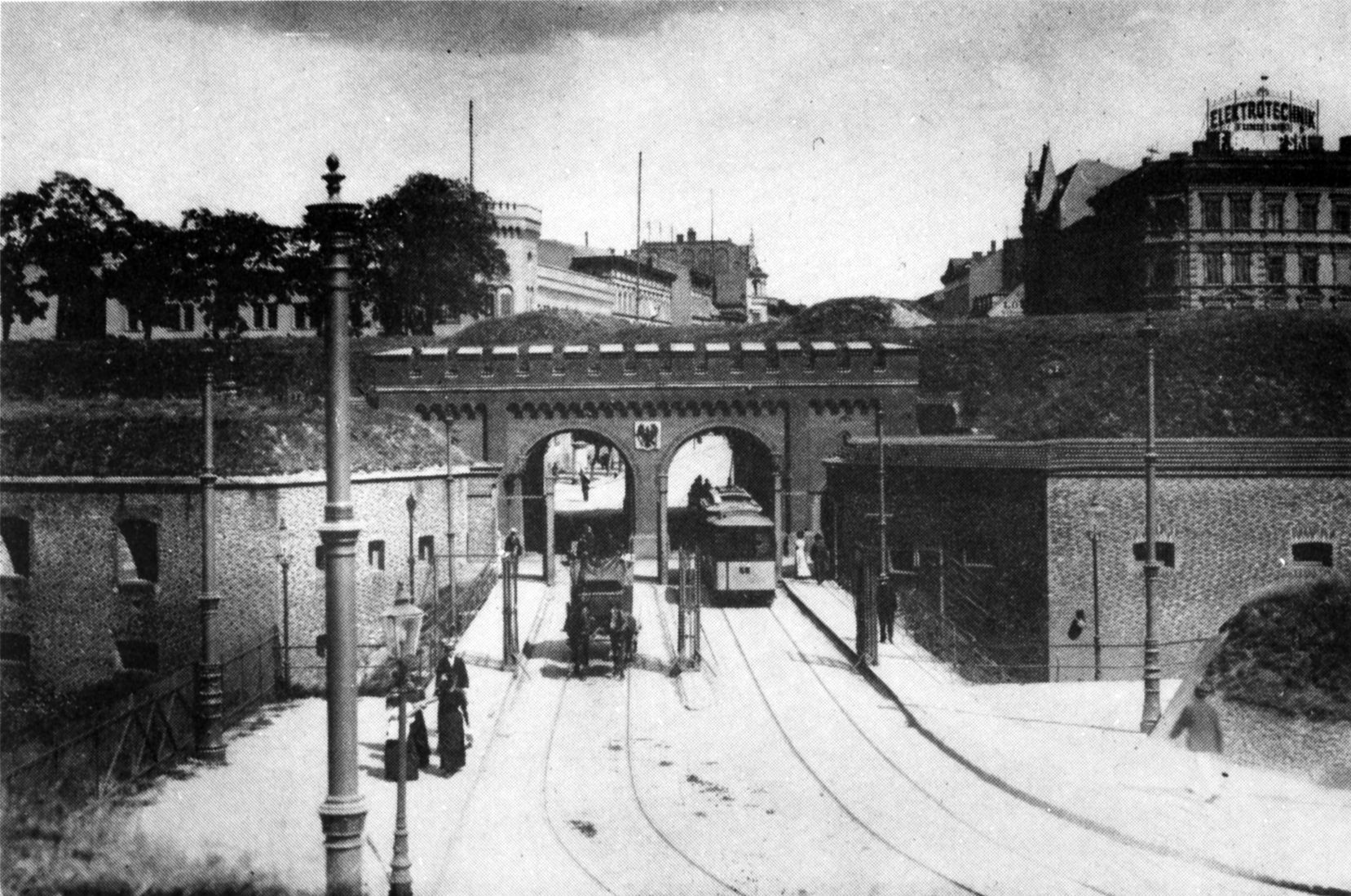
Berliner Tor, 1890
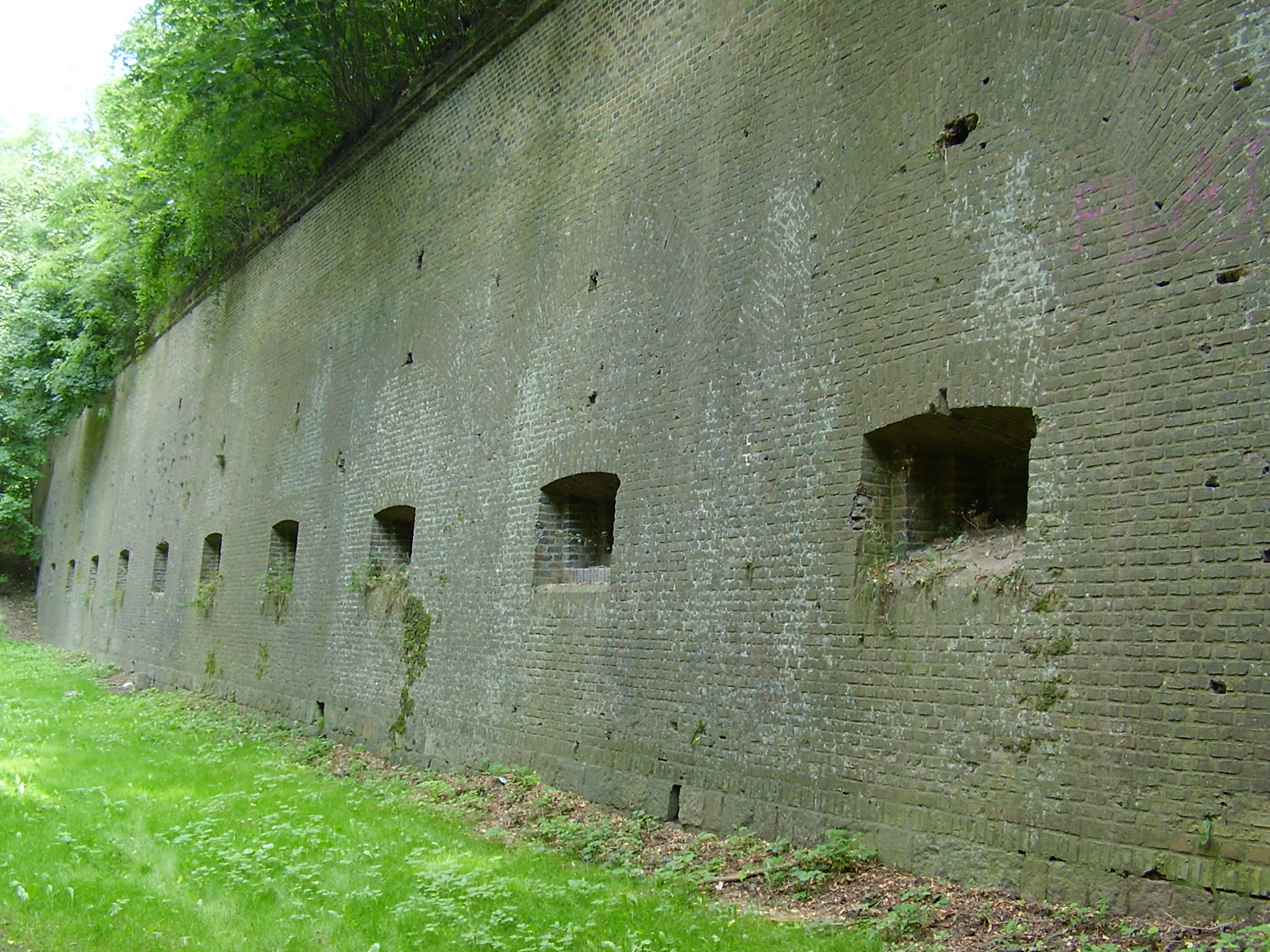
Zitadelle von Posen auf dem Weinberg im Norden der Stadt – Bastion Johann (Bastion I)
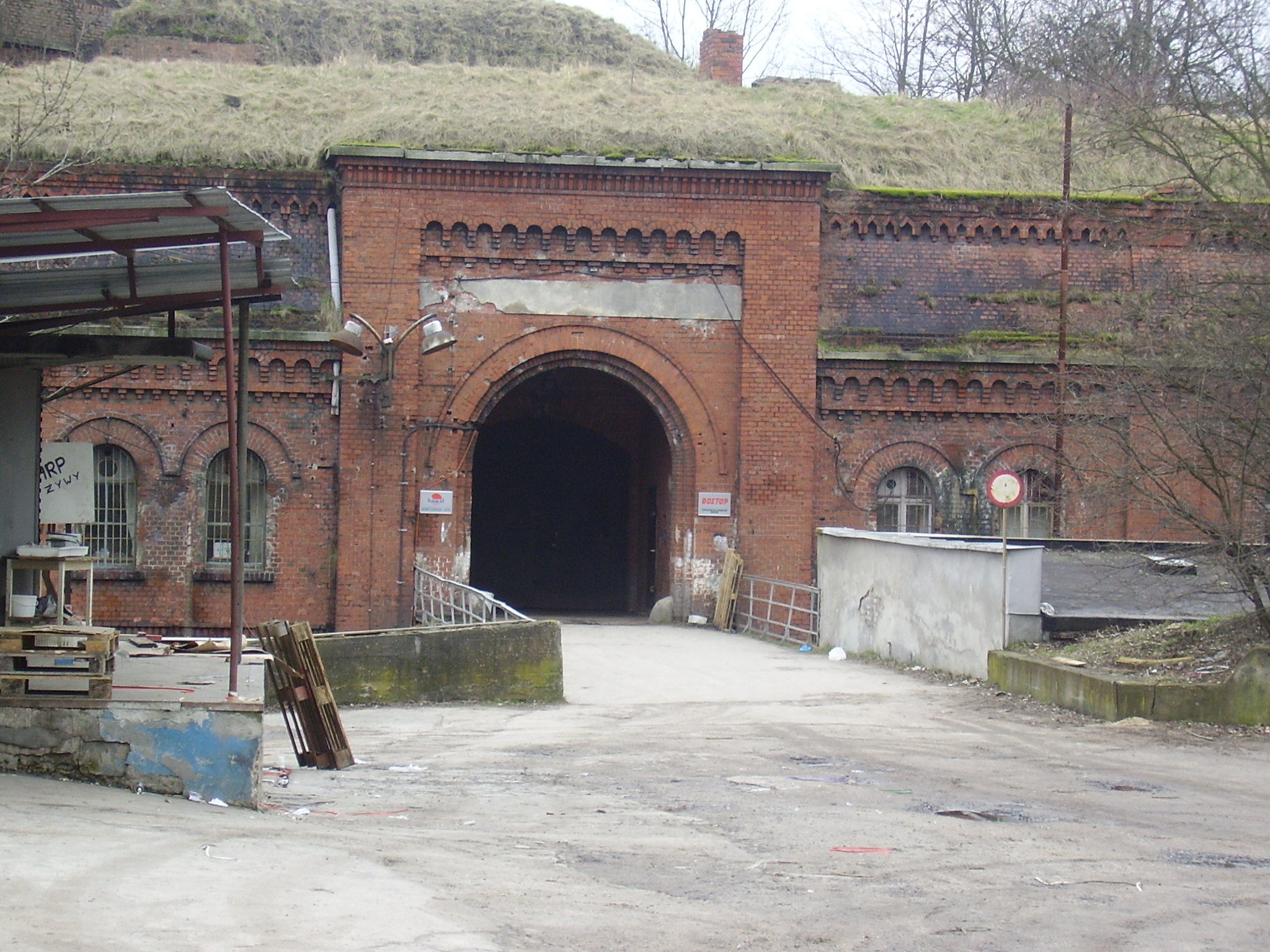
Fort II (Fort Stülpnagel)
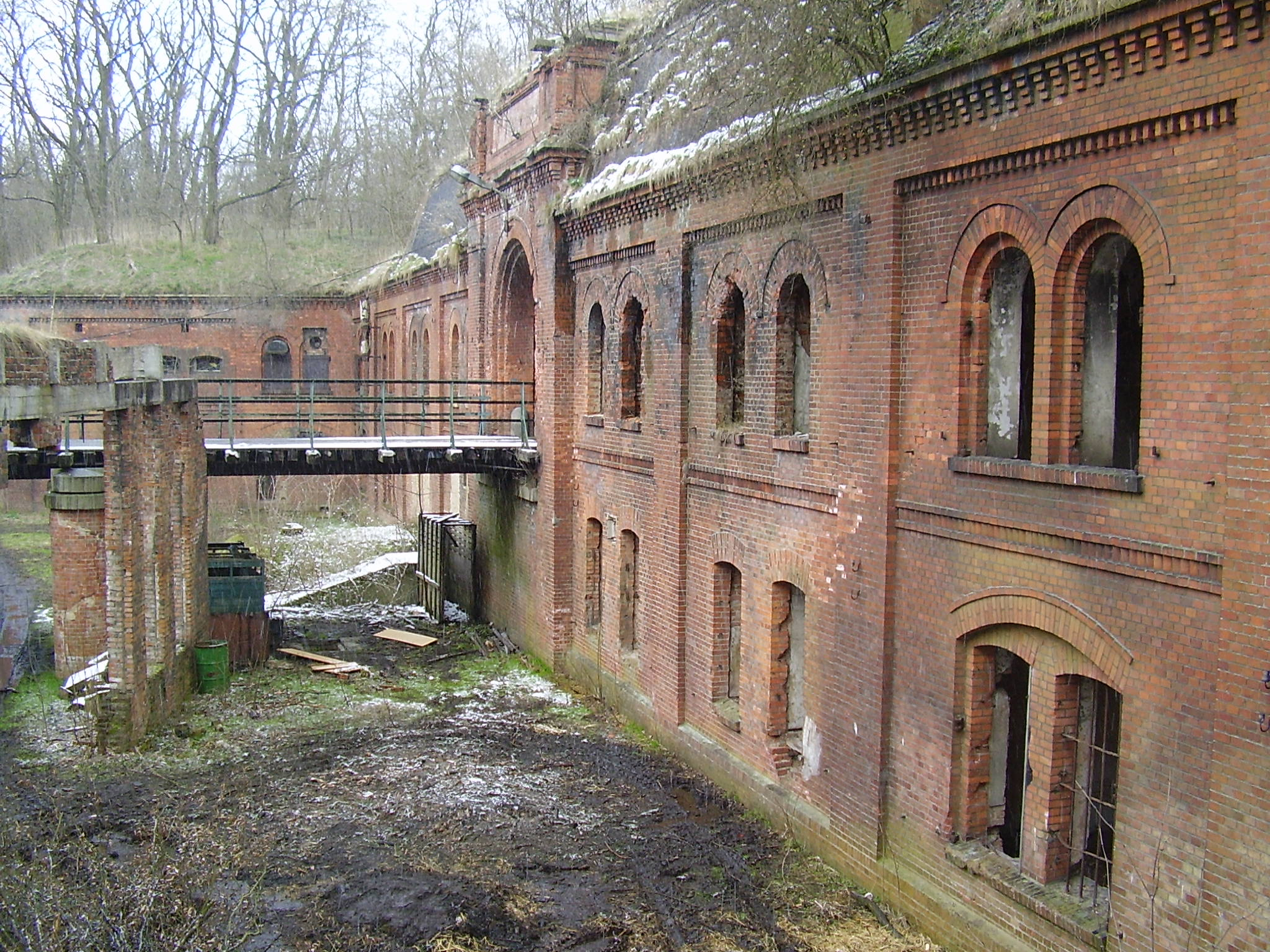
Fort III (Fort Gröber) in der Posener Neustadt
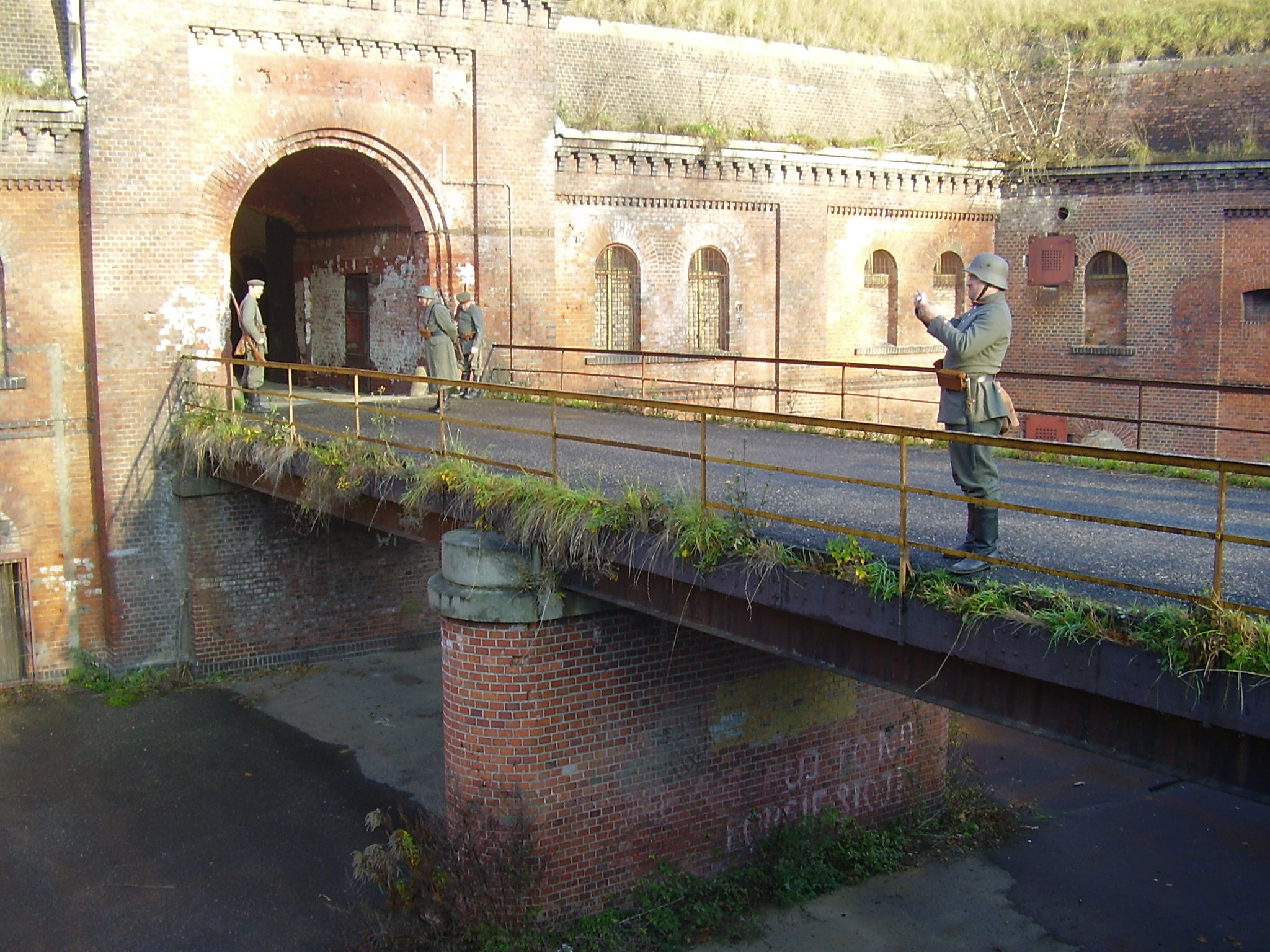
Fort VI (Fort Tietzen) in Jersitz
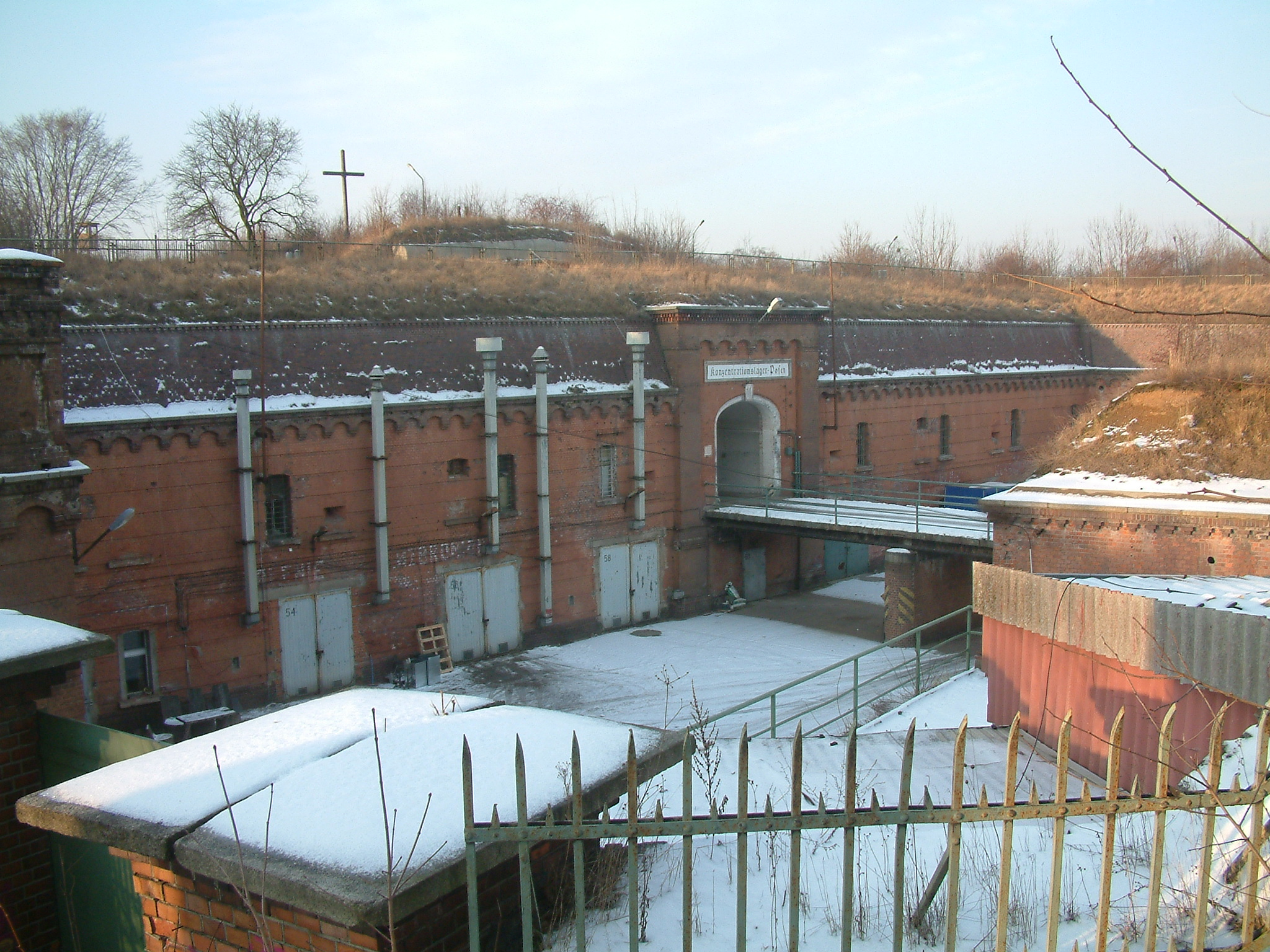
Fort VII (Fort Colomb), (erstes Vernichtungslager 1939, heute Gedenkstätte)
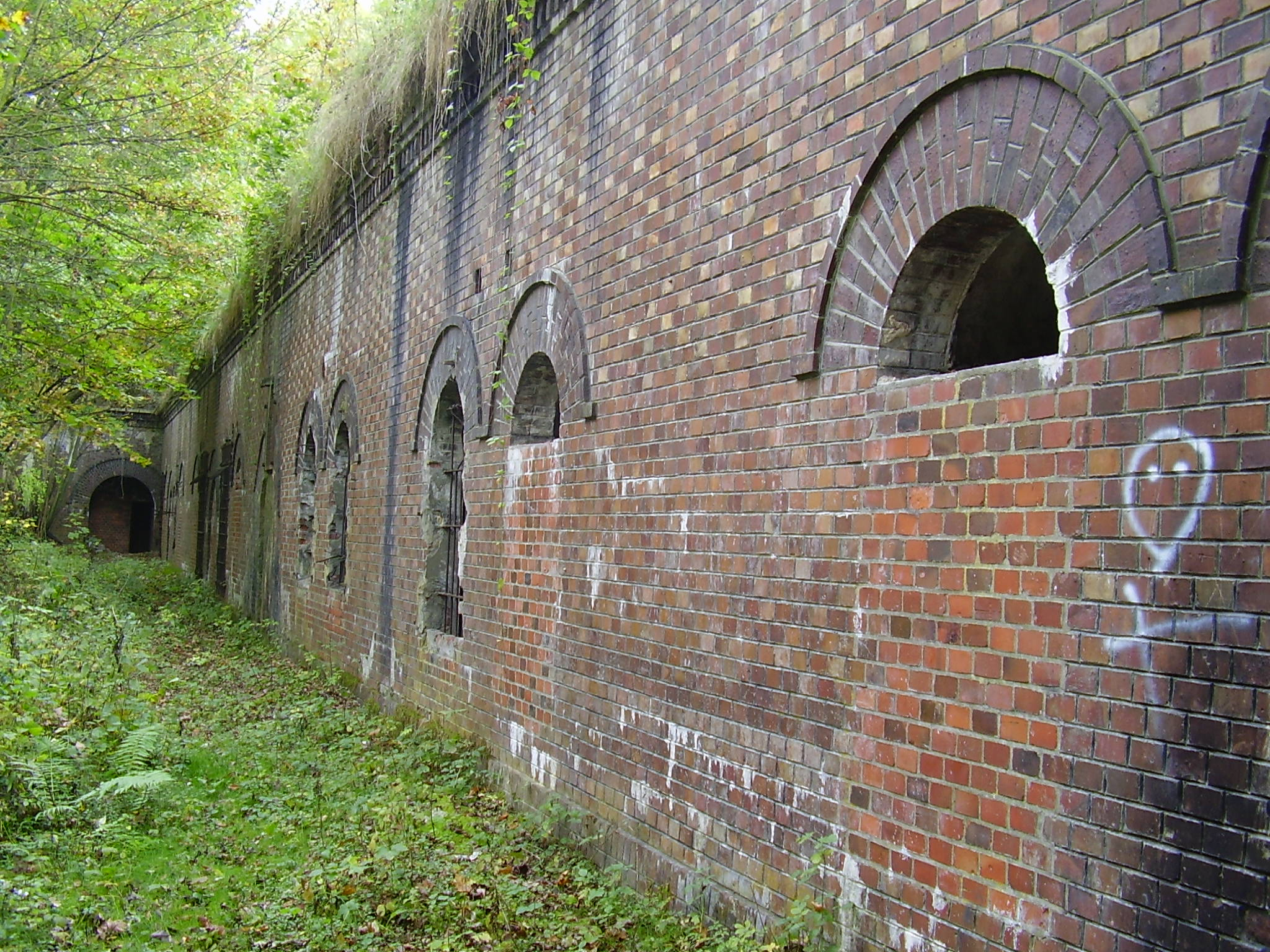
Fort Ia (Fort Boyen)
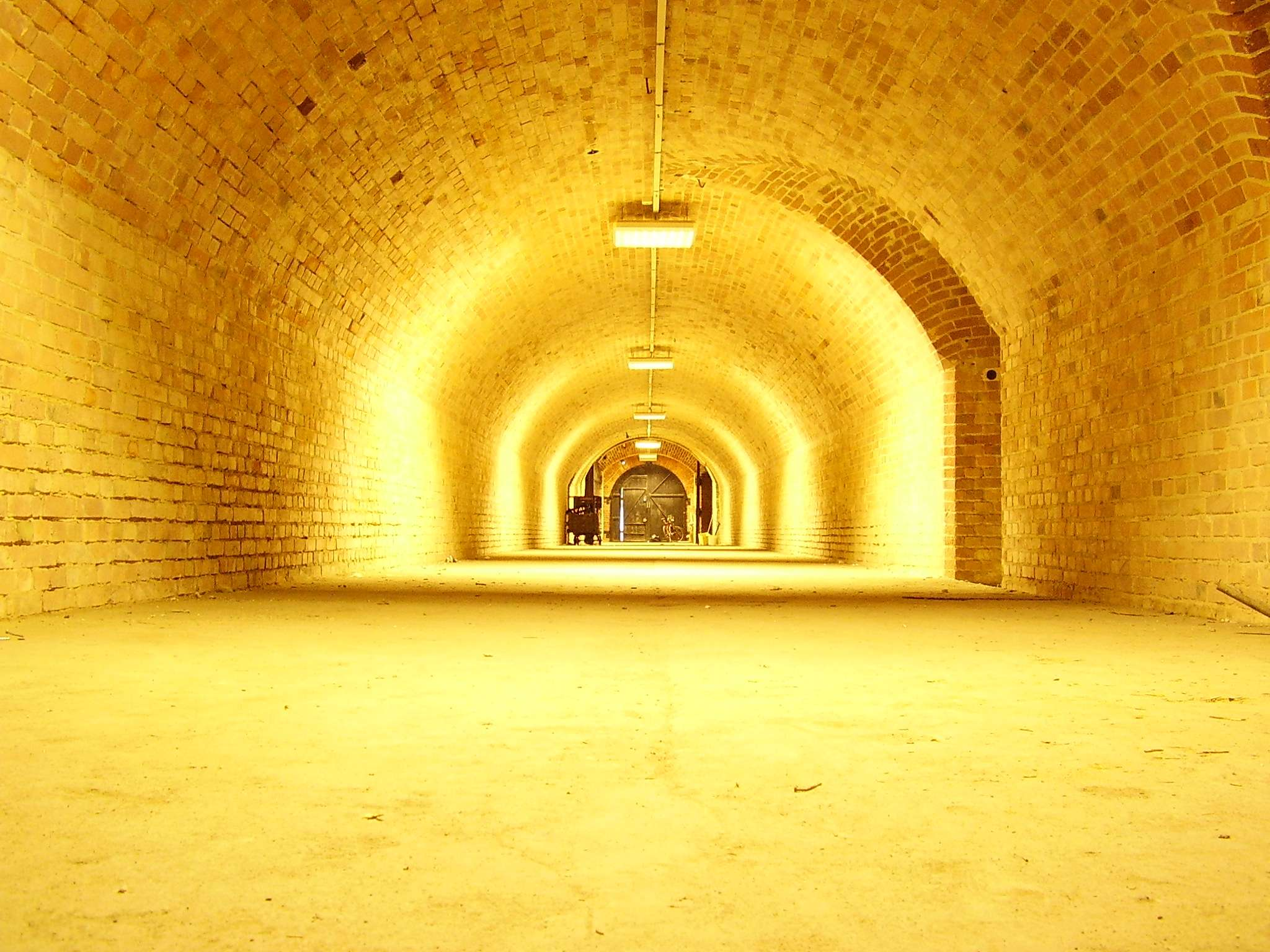
Fort IIa (Fort Thümen)
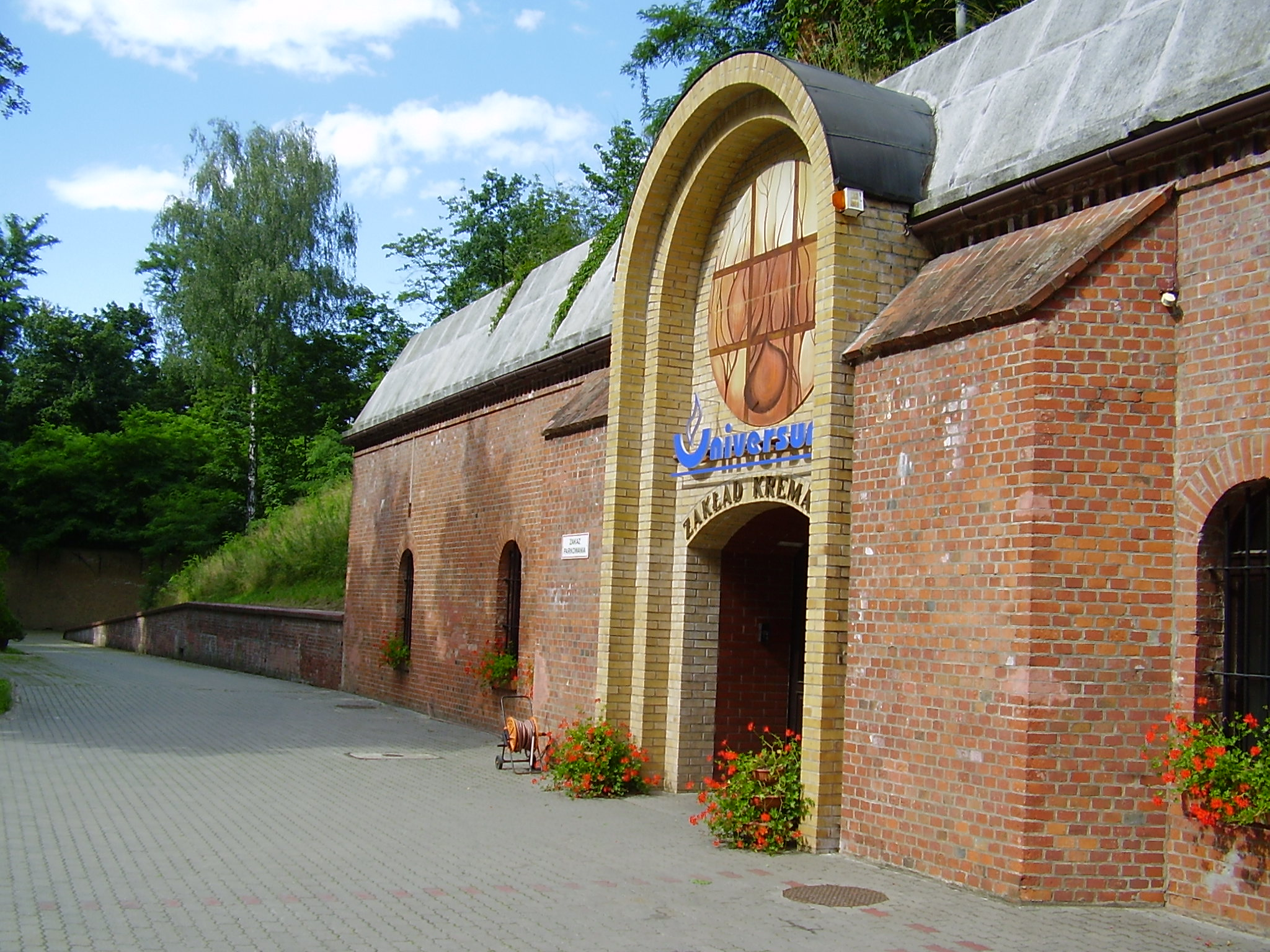
Fort IIIa (Fort Prittwitz), (heute ein Krematorium)
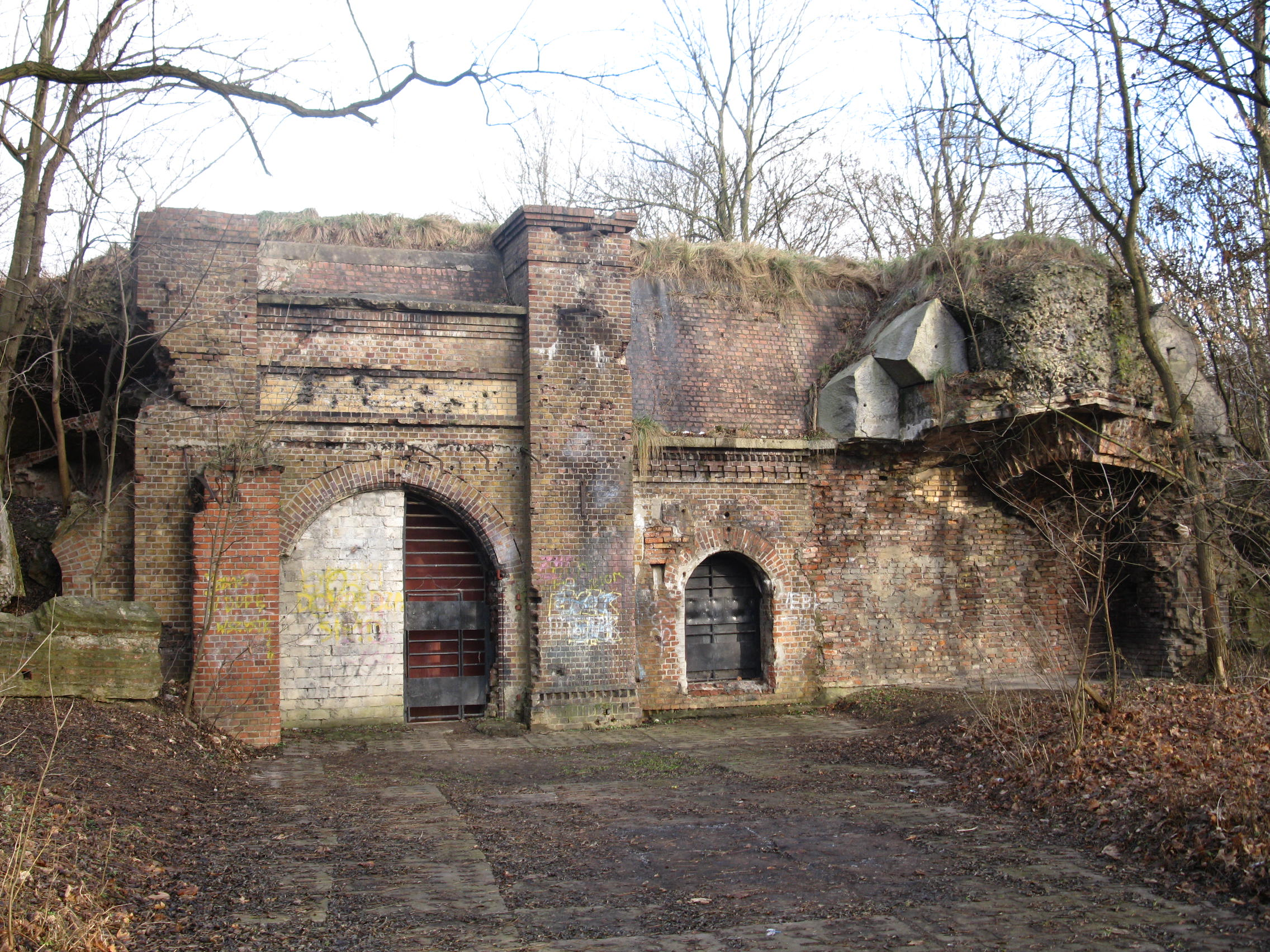
Fort IVa (Fort Waldersee II)
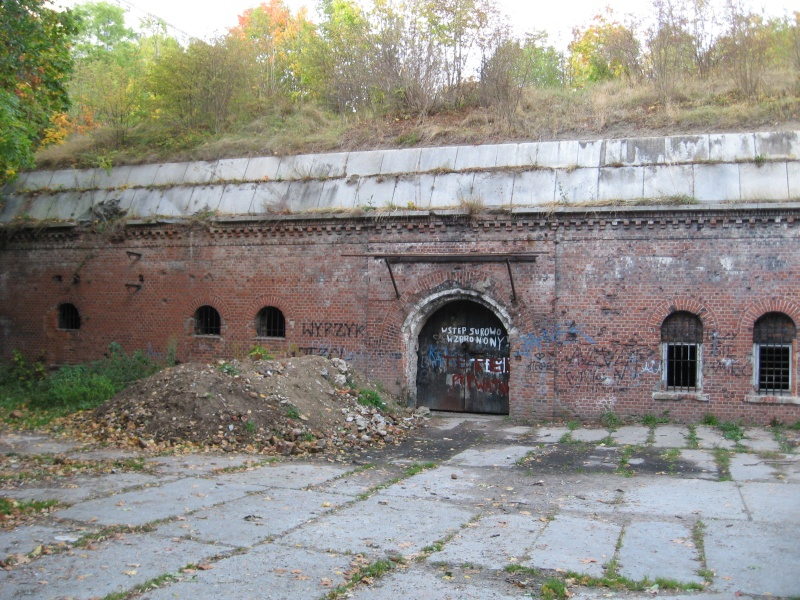
Fort Va (Fort Bonin)
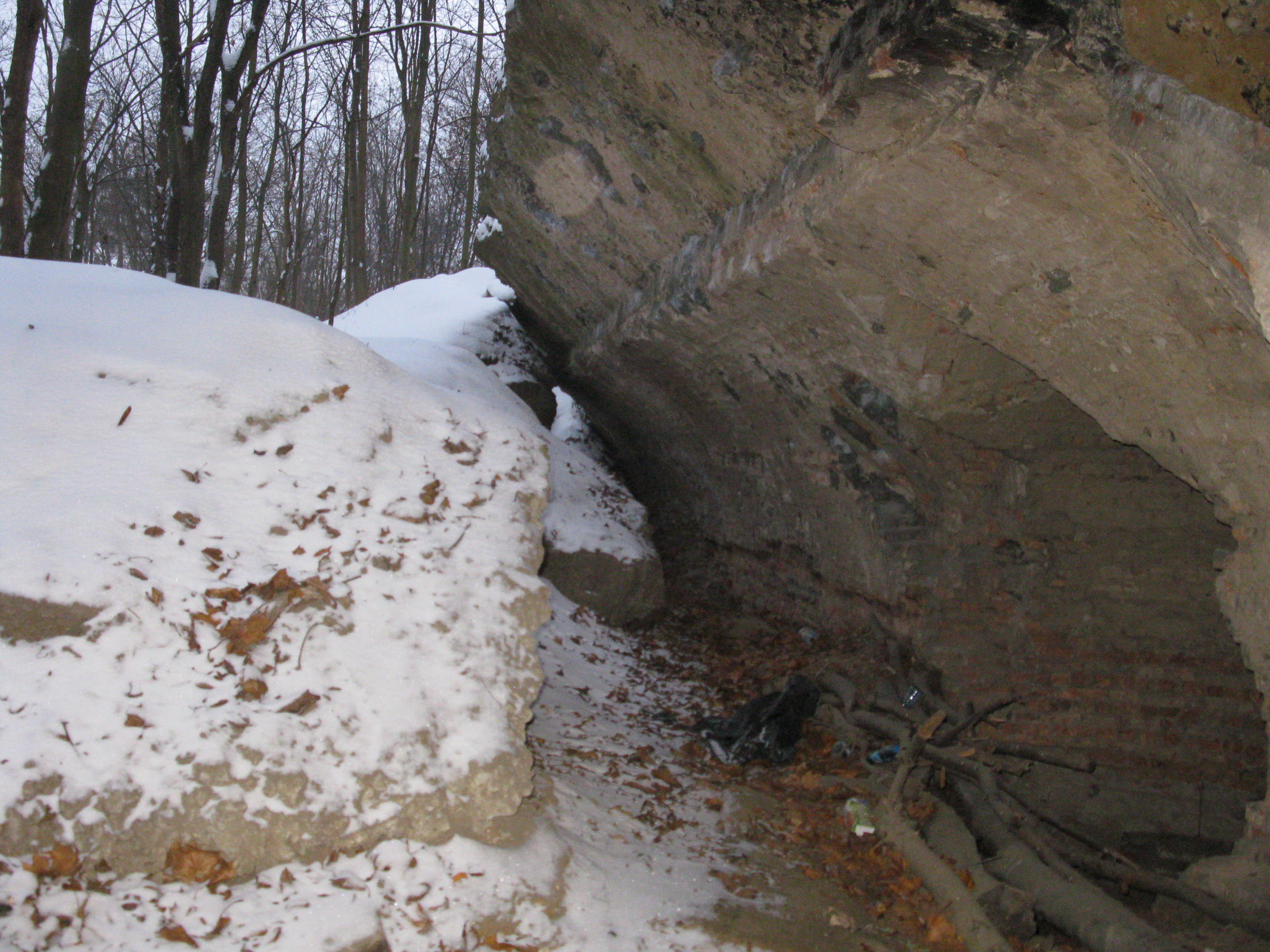
Fort VIa (Fort Stockhausen)
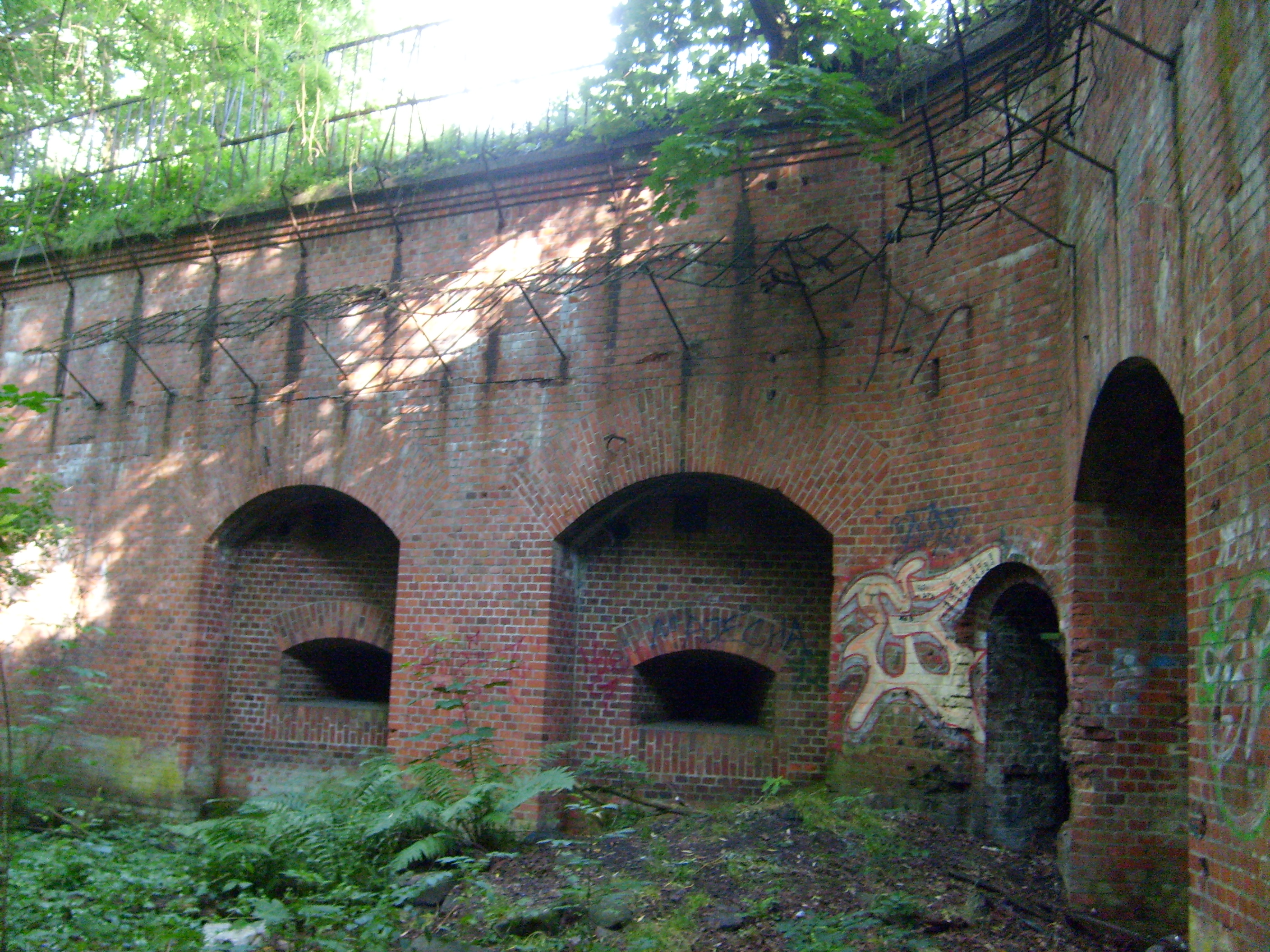
Fort VIIIa (Fort Rohr)
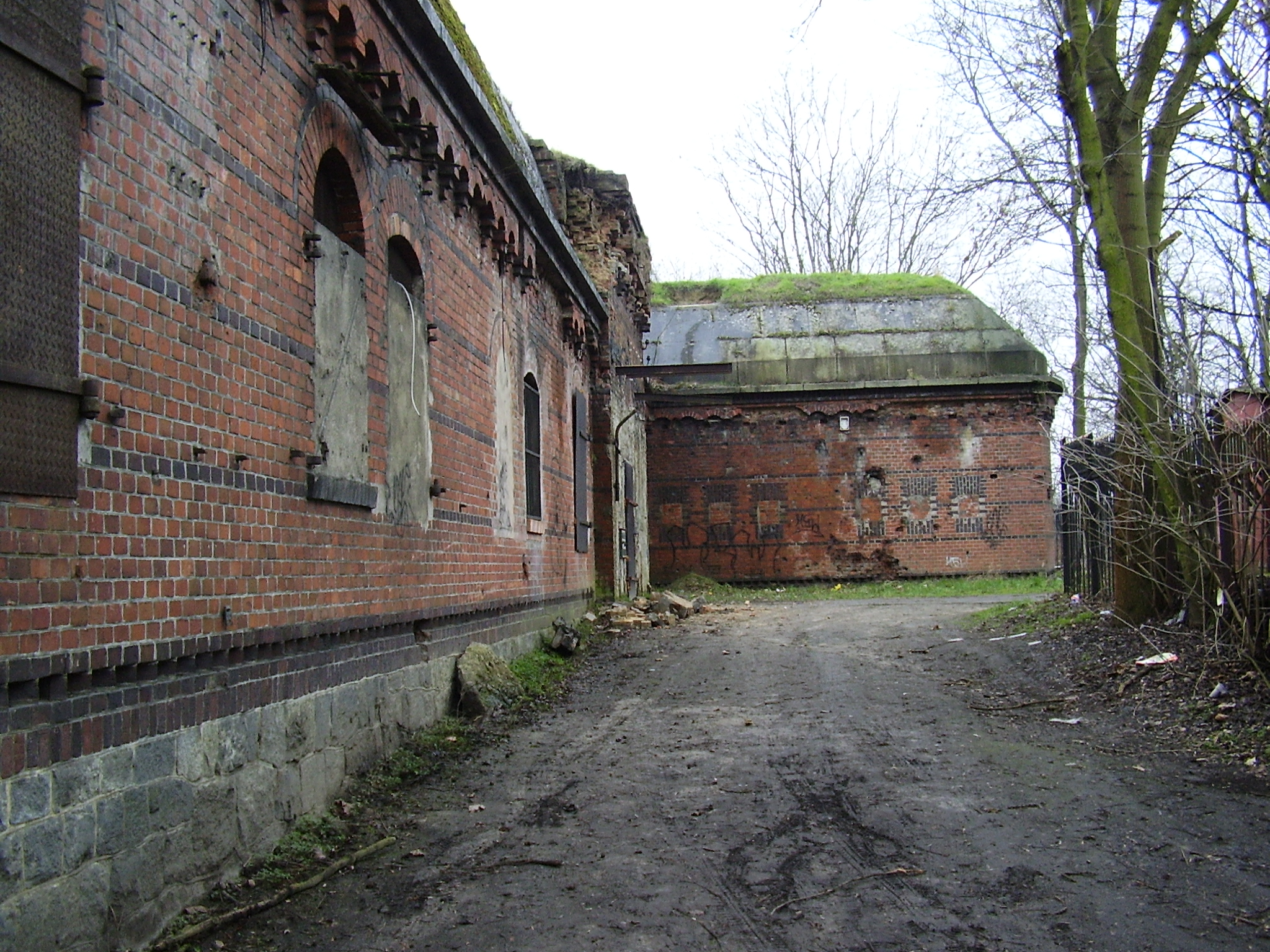
Fort IXa (Fort Witzleben)
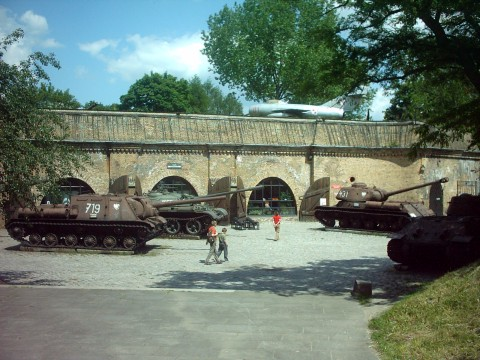
Spezial-Kriegs-Laboratorium in der Zitadelle Posen, heute ein Militärmuseum
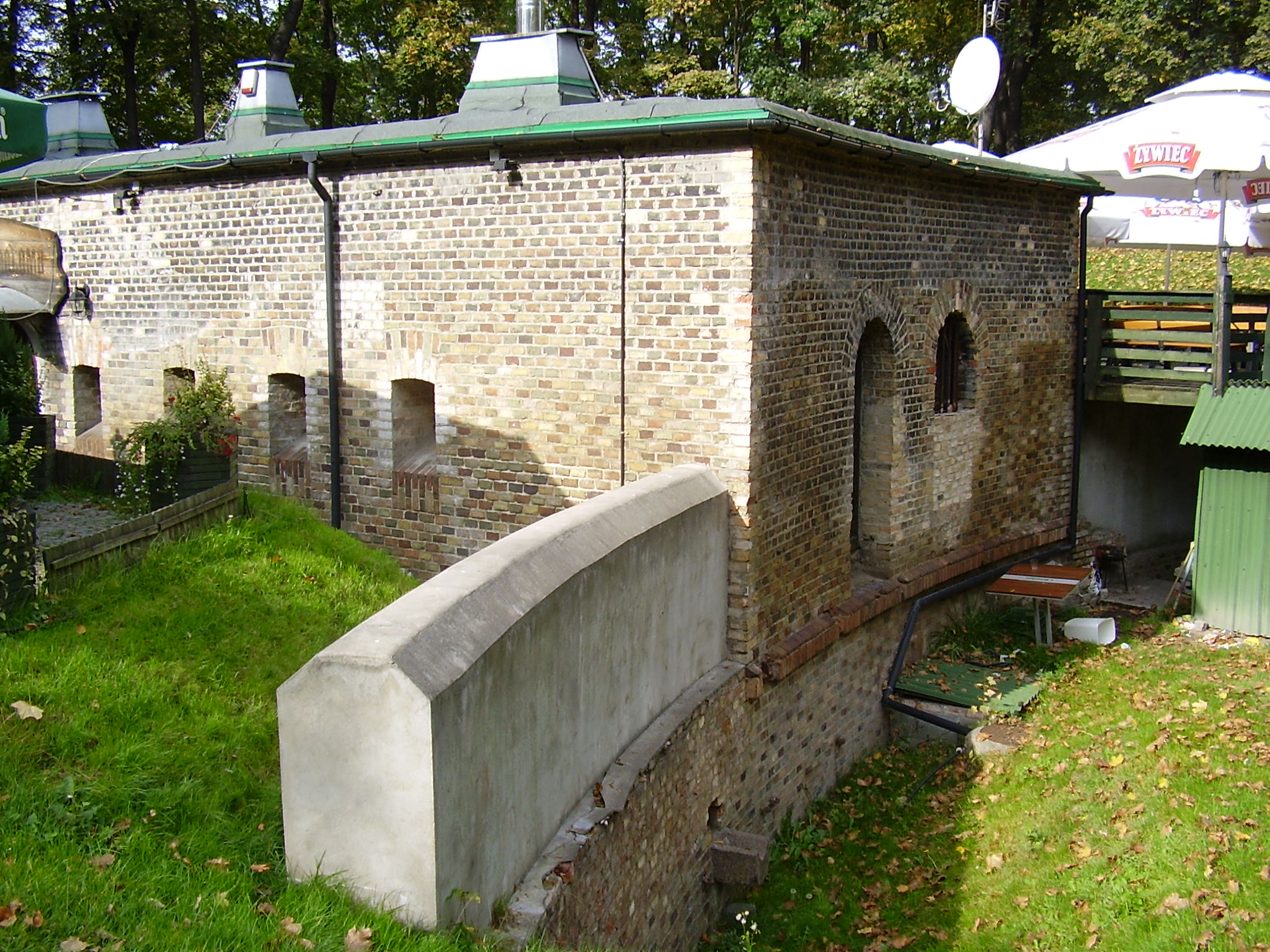
Blockhaus der Bastion Colomb
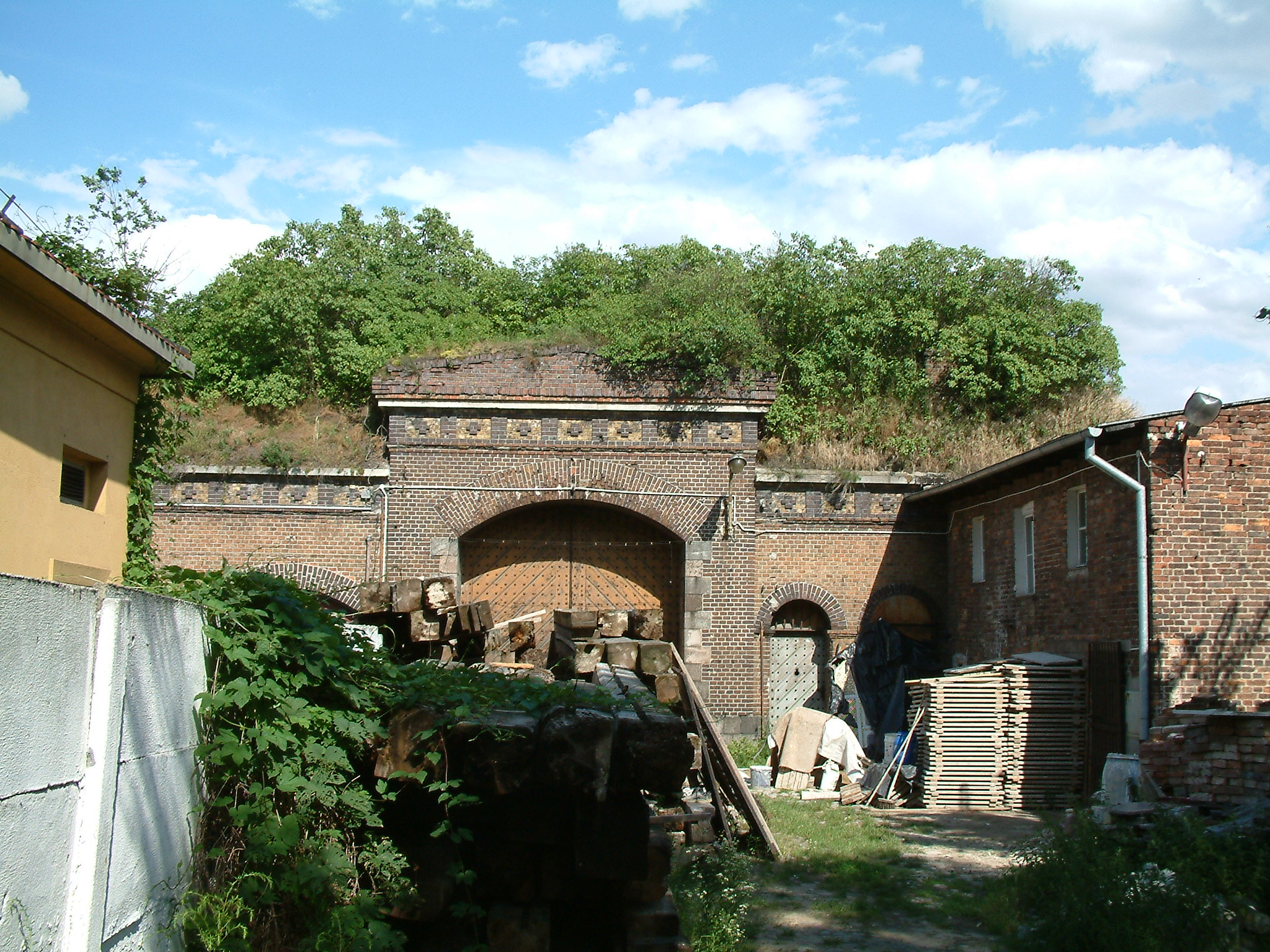
Reste der sogenannten Dom Schleuse (Innenansicht)